# ニュージーランド・メリット勲章

ニュージーランド・メリット勲章（New Zealand Order of Merit ）は、ニュージーランドの勲章。1996年5月30日にニュージーランド女王エリザベス2世により創設された。

## 概要
ニュージーランド国王とニュージーランド国民へすべての領域で賞賛に値する卓越した努力、能力と貢献を示した人物へ授与される勲章。
GNZM/KNZM/DNZM受章者は、男性は“サー (Sir)”、女性は“デーム (Dame)”の称号が授与される。
叙勲者は幅広い領域から多数選ばれるため高い知名度を持つ勲章である。

## ニュージーランド・メリット勲章の階級
5つの階級に分かれ授与される。
1996年から1999年と2009年以降は以下の通り
- Knights and Dames Grand Companion (GNZM)）
- Knights and Dames Companion (KNZM/DNZM)）
- Companions (CNZM)
- Officers (ONZM)
- Members (MNZM)

2000年から2008年までは以下の通り
- Principal Companions (PCNZM)
- Distinguished Companions (DCNZM)
- Companions (CNZM)
- Officers (ONZM)
- Members (MNZM)

2000年から2008年までの間、PCNZM、DCNZM受章者への“サー”または“デーム”の称号（タイトル）授与を中断していたが2009年より現行の形へ戻し“サー”または“デーム”の称号授与を再開した。2000年から2008年のPCNZM、DCNZM受章者への“サー”または“デーム”の称号も復活した。

## ニュージーランド・メリット勲章の定員
勲章は生存する人物へのみ授与される。年間叙勲者は以下の通り定員が設けられている。
- GNZM - 30
- KNZM/DNZM - 15
- CNZM - 40
- ONZM - 80
- MNZM - 140

上記規定定員に含まれる勲章は、通常受章者へ授与される勲章である。通常受章者はニュージーランド国民および英連邦王国の国民と規定されており、追加受章者は特例の場合のみ授与され、定員には含まれない。その他、外国籍の受章者は名誉受章者 (Honours) となり定員には含まれない。